# Utumno
Según El Silmarillion, Utumno (también llamada Udûn en sindarin) es el nombre que recibe la gran fortaleza de Melkor, excavada durante las Edades de las Lámparas en el norte de la Tierra Media. Ubicada en el extremo oriental de las Montañas de Hierro, en un pequeño valle interno de las mismas, muy cerca del Mar de Ekkaia. 
En ella conspiró contra los demás Valar y reunió a los Maiar rebeldes (entre ellos los Balrogs) y a otros espíritus malignos.
Después de que Melkor hubo destruido las lámparas de los Valar, el imperio de Utumno en la Tierra Media se expandió durante las Edades de las Lámparas. Sin embargo, el conflicto con los otros valar seguía siendo inevitable tras el renacimiento de las estrellas y la llegada de los elfos. 
Tras una historia de prolongada destrucción, los Valar hicieron por fin la guerra contra Utumno durante las Edades de los Árboles. Hasta allí llegaron los Ainur para destruir su poder. Melkor, derrotado por Tulkas fue encadenado con Angainor y enviado a Valinor como prisionero. Fue esta la Batalla de los Poderes, y al final de esta Utumno fue completamente destruida y su señor Melkor capturado y cargado de cadenas.
- Datos: Q2068808